# Myronivka
Myronivka o Mironovka (in ucraino Миронівка?; in russo Мироновка?) è una città dell'Ucraina (11 970 abitanti) situata nel distretto di Obuchiv, nell'oblast' di Kiev. Ospita l'amministrazione della comunità territoriale di Myronivka, una delle comunità territoriali dell'Ucraina.
Fino al 18 luglio 2020 Myronivka è stata il centro amministrativo del distretto di Myronivka, abolito come parte della riforma amministrativa dell'Ucraina, che ha ridotto a sette il numero dei distretti dell'oblast' di Kiev. L'area del distretto di Myronivka è stata trasferita al distretto di Obuchiv.